# 布罗特罗德
布罗特罗德（德語：Brotterode，發音：[bʁɔtəˈʁoːdə] ⓘ）是德国图林根州施马尔卡尔登-迈宁根县曾经的一个市镇，面积23.81平方千米，2012年9月6日人口为3,052人。2011年12月1日，布罗特罗德与市镇特鲁瑟塔尔合并为新市镇布罗特罗德-特鲁瑟塔尔。